# Économie de Mayotte
L'économie de Mayotte est basée essentiellement sur l'agriculture / agroalimentaire, la pêche et l'aquaculture.
Le PIB par habitants progresse quant à lui avec un peu plus de 9 220 euros, un des plus élevés des pays voisins (3e rang) derrière Seychelles et La Réunion.

## Situation financière
Son PIB est de 2,323 milliards d'euros soit 9 220 euros courants par habitant en 2016, par rapport à 31 630 € en métropole. Mayotte reste donc une petite région et se place au 5e rang des régions outre-mer quant au PIB par habitant. Son PIB est majoritairement porté par la consommation finale des ménages et des administrations (111,7 % du PIB total en 2013), mais est négativement affecté par une balance commerciale déficitaire (510,3 millions d'euros d'importations pour 11,4 millions d'euros d'exportation en 2016).
L'économie mahoraise se caractérise par la prépondérance du secteur public. Les administrations publiques de Mayotte sont ainsi à l'origine de la majorité de la valeur ajoutée créée sur l'île (50,8 % en 2013 contre 17,0 % en métropole), alors que les sociétés, financières ou non, jouent un rôle plus faible dans sa production économique (24,5 % de la valeur ajoutée contre 55,0 %).
L'île bénéficie de fonds structurels de l'État français et de l'Union européenne pour rattraper son retard économique et se mettre à niveau des principales régions françaises.

## Secteurs productifs

### Secteur primaire
Le secteur agricole représente en 2020 2 % des emplois officiels à Mayotte, une proportion sensiblement équivalente au reste du pays (2,2 %). Ce nombre officiel est cependant à considérer avec précaution en raison d'une forte probabilité d'emplois non-déclarés dans ce secteur,. On observe par exemple une chute des emplois déclarés entre 2007 (2 002 emplois) et 2012 (415 emplois), ce qui suggère que le secteur a connu un certain degré d'« informalisation » à cette période. Le poids du secteur informel est estimé en 2015 à 90% des ventes par la Direction de l'alimentation, de l'agriculture et de la forêt (DAAF) de Mayotte.

#### Détail de la production
L'agriculture mahoraise est principalement destinée à l'autoconsommation,. La plupart des 15 700 exploitations recensées en 2010 à Mayotte suivent le modèle traditionnel du « jardin mahorais », mêlant production vivrière, maraîchère et arbres fruitiers. Seuls 28,0 % des agriculteurs commercialisent au moins une partie de leur production.

##### Fruits
Mayotte produit un grand nombre de fruits, parmi lesquels on trouve des bananes, des noix de coco, des mangues, des pommes jacques, des fruits à pain, ou encore quelques agrumes.

##### Manioc
L'île produit également du manioc, principalement consommé localement.

##### Cultures de rentes (vanille et ylang-ylang)
Mayotte conserve également de son époque coloniale quelques cultures dites « de rente », comme la vanille ou l'ylang-ylang. Toutefois, ces cultures sont désormais exploitées par des agriculteurs individuels et génèrent peu de revenus, notamment à cause d'un coût de production supérieur à celui des territoires voisins (Madagascar et Comores). L'essence d'ylang-ylang n'est ainsi plus exportée depuis 2013 et on observe un déclin général des deux cultures sur l'île (de 30 à 26 ha pour la vanille entre 2010 et 2015, de 143 à 103 ha pour l'ylang-ylang). Il existe toutefois des mesures d'aide directe aux producteurs en raison d'une volonté politique de maintenir cette filière pour des raisons patrimoniales, touristiques et environnementales.

##### Miel
Mayotte produit également de petites quantités de miel, avec un peu plus d'une vingtaine de ruches recensées. Les abeilles sont issues d'une variété locale non-hybridée, mais sont difficiles à domestiquer : elles ne construisent leurs alvéoles qu'à partir de leur propre cire.

##### Élevage
L'élevage à Mayotte est peu développé. On y recense en 2012 19 044 bovins répartis dans 3 372 exploitations, pour une production estimée à 411,6 tonnes de viande en 2015. Cette production est complétée par quelques caprins et ovins, à hauteur de respectivement 35,0 et 4,7 tonnes. Au total, Mayotte produit 8,4% de la boucherie et de la charcuterie qu'elle consomme hors volailles.
La production de viande de volaille est quant à elle extrêmement réduite, avec 100 tonnes de production représentant 0,8% de la consommation locale. Au contraire, Mayotte compte 76 000 poules pondeuses qui assurent avec 986,0 tonnes d’œufs 91,8% de la population locale.
Enfin, Mayotte produit environ 10% des produits laitiers qu'elle consomme, avec 680,0 tonnes en 2015.
La production locale est fortement concurrencée par les importations, notamment en raison de prix élevés comparés à la métropole,. Elle est également encore mal suivie (47,0 % des bovins et 20,0 % des ovins sont identifiés), notamment à cause de l'absence d'abattoir et de laiterie.
La filière affiche une augmentation de la taille des exploitations entre 2012 (4,8 animaux par éleveur) et 2015 (8 animaux par éleveurs), mais également une augmentation importante de la demande (5,0 à 10,0 % par an) en particulier concernant la volaille (10,0 à 20,0 % par an).

##### Pêche et aquaculture
La pêche à Mayotte se partage entre une pêche industrielle menée par des armements européens (à hauteur 56,0 % de la production) et une pêche artisanale et locale, principalement destinée au secteur informel (44,0 %).
La pêche industrielle se concentre notamment autour de la pêche au thon, avec trois espèces dont le thon albacore recensées dans la Zone économique exclusive de l'île. La production est assurée par 37 thoniers senneurs, détenus par des capitaux français et espagnols, et a fortement décliné entre 2013 (environ 4 000,0 tonnes) et 2015 (2 234,0 tonnes), en lien avec la surpêche. La pêche à la senne a par ailleurs été limitée dans certaine zones par arrêté ministériel. En l'absence d'infrastructures adaptées, les navires ne débarquent pas leurs prises à Mayotte qui ne bénéficie donc pas directement de cette pêche industrielle. Toutefois, un accord de 2013 autorise dix navires des Seychelles à pêcher dans les eaux mahoraises en contrepartie d'une redevance.
La pêche artisanale est peu professionnelle et reste encore mal connue malgré des progrès. La bonite à ventre rayé est l'espèce la plus pêchée par les barques et les pirogues. De la pêche au poulpe a également été observée.
L'aquaculture, démarrée en 2001 à Mayotte, faisait jusqu'en 2013 de l'île l'un des principaux producteurs de l'Outre-mer français. La filière connait cependant de grandes difficultés depuis la dissolution d'un de ses principaux producteurs (Aquamay) en 2015, à la suite de la suppression des subventions de l'État et du Département. Elle souffre notamment du coût des aliments (70,0 % du coût total de production), mais aussi du manque d'infrastructures et de la pollution des eaux. La filière aquacole est ainsi, à Mayotte, dépendante de l'aide publique.
23,3 tonnes de poisson d'élevage ont été exportées en 2016.

#### Potentiel et limites du secteur agricole
Mayotte se démarque des autres DROM avec une surface agricole utile équivalente en proportion à celle de la métropole, avec 53% du territoire catégorisé comme tel. La production locale permet ainsi de couvrir environ la moitié des besoins alimentaires de l'île. Cependant, ce taux de couverture alimentaire croît moins vite que la population de Mayotte, ce qui fait craindre une érosion globale de ce taux sur le long-terme,. De plus, de grandes disparités existent dans la couverture des différents produits alimentaires,. L'île produit la quasi-totalité des œufs qu'elle consomme, ainsi que la majorité de ses fruits et légumes (90 % en 2016) et de ses poissons (77 %). En revanche, elle importe la plupart de ses consommations de lait (75 %) et de viande hors volaille (environ 20 %), en partie à cause du prix élevé des produits locaux (entre 10 et 14 €/kg pour la viande bovine, contre 3 €/kg en métropole). Pour la viande de volaille, les importations représentent la quasi-totalité de la consommation, comme pour la plupart des autres DROM (la Réunion faisant figure d'exception),.
La production agricole à Mayotte est limitée par de nombreux facteurs : la taille limitée des exploitations ; un manque de matériel mécanisé qui conduit à un travail essentiellement manuel ; des difficultés d'accès aux parcelles agricoles, liées à la fois à l'éloignement des lieux d'habitations et au manque d'infrastructures pour les rejoindre (pistes, voiries...). Ce manque de développement est entretenu par les difficultés d'investissement dans la modernisation des partielles. Tout d'abord, la majorité (70,0 %) des terres appartenant au Conseil départemental, seuls 23,0 % des exploitants disposent d'un bail ou d'un titre de propriété, ce qui d'une part crée une insécurité foncière limitant l'incitation à investir dans une parcelle, et qui d'autre part rend impossible l'accès aux aides à la modernisation. De plus, l'incapacité à présenter des garanties et les difficultés pour présenter des bilans comptable et financiers limite également l'accès aux financements bancaires. Il faut également ajouter l'absence de structure de transformation (notamment d'abattoir) et de commercialisation, qui rend l'écoulement de la production difficile, et une forte concurrence en provenance des territoires voisins (Madagascar, Comores... ) où le coût du travail est moindre. En parallèle, l'urbanisation galopante de Mayotte incite les propriétaires à attendre le déclassement des parcelles pour les vendre à un meilleur prix plutôt que de développer leur potentiel agricole. La production elle-même présente une certaine fragilité, que ce soit en raison de ruptures d'approvisionnement, des risques de destruction (par les animaux, les insectes, les aléas climatiques...), et surtout des vols (qui représentent 70,0 % des pertes). Un tiers de la production agricole est ainsi perdu à Mayotte chaque année, principalement parmi les cultures vivrières.

### Secteur secondaire

#### Industrie
L'industrie est peu développée à Mayotte malgré un fort potentiel pour sa production de valeur ajoutée (un sixième de la valeur ajoutée de l'île en 2005, pour 5,0 % de l'effectif salarié global en 2012). Elle ne représente au 31 décembre 2015 que 6,5 % des entreprises totales enregistrées au Registre de commerce et des sociétés de la Chambre de commerce et d'industrie de Mayotte. Ce nombre est toutefois en légère augmentation, passant de 455 établissements en 2014 à 483 en 2015.

#### Artisanat
L'artisanat représente la majeure partie des entreprises de Mayotte. La chambre des métiers et de l'artisanat y recense 2 976 entreprises artisanales immatriculées en 2015, un nombre en augmentation progressive (+0,5 % entre 2013 et 2014, +4,1 % de 2014 à 2014). Les métiers du Bâtiment représentent près de la moitié des artisans inscrits (46,7 %), suivi des Services (35,2 %), de la Fabrication (12,6 %), et enfin de l'Alimentation (5,5 %). Cette dernière catégorie a néanmoins connu la plus grande augmentation en 2015 avec 18,1 % d'entreprises de plus qu'en 2014.

#### Production énergétique
Du fait de sa situation insulaire, Mayotte produit l'intégralité de sa consommation électrique. Celle-ci est gérée par un unique opérateur, Électricité de Mayotte (EDM), créé en 1997 et détenue à 50,01% par le Département. EDM emploie 194 personnes en 2016.
La puissance électrique installée à Mayotte est d'environ 112,0 MW, dont 38,1 MW proviennent de deux centrales thermiques à fuel (centrale des Badamiers, en Petite-Terre, et de Longoni, en Grande-Terre). Les ressources fossiles produisent ainsi la majeure partie de l'électricité de l'île, le reste étant assuré par 74 centrales photovoltaïques.
Si le solaire représente tout de même 13,3 % de la puissance installée en 2016, sa part dans le mix énergétique de l'île diminue progressivement (de 5,6 % en 2014 à 5,0 % en 2016). Cette diminution est en partie due à l'augmentation rapide des besoins liée à la croissance démographique de l'île, mais aussi aux aléas climatiques qui affectent fortement la production photovoltaïque d'une année sur l'autre. La capacité à stocker l'énergie solaire représente ainsi l'un des défis majeurs pour la production électrique de l'île. La centrale de Dzoumogné, inaugurée en 2016, est ainsi la première centrale de l'île à permettre de stocker l'électricité.
EDM connaît une croissance progressive de son nombre d'abonnements, avec 42 904 abonnés en 2016, majoritairement des particuliers (88,4 %).

### Secteur tertiaire

#### Commerce
Le tissu commercial de Mayotte est très dense, et représente en 2005 26,1 % de la richesse crée sur l'île, et en 2012 10,6 % des effectifs salariés déclarés. On observe trois types de structures : les petits magasins, appelés Doukas, installés au cœur des villages et assurant un service de détail et de proximité ; les Grandes et moyennes surfaces, installées principalement dans l'agglomération urbaine de Mamoudzou ; et les magasins spécialisés, détenus par des groupes familiaux.

#### Tourisme
Le tourisme reste limité à Mayotte, avec 50 700 visiteurs en 2015 (en 2014, les Seychelles en enregistraient 232 667, La Réunion enregistrait 405 700, et l'île Maurice plus de 1 038 900). De plus, l'île ne compte qu'une dizaine d'hôtels et la grande majorité des visiteurs (77,0 % en 2015) loge chez des résidents. En 2013, le Comité départemental de tourisme à Mayotte recense ainsi seulement 59 établissements hôteliers, répartis en 9 hôtels, 6 résidences du tourismes et 44 gîtes et chambres d'hôtes.
Le tourisme reste essentiellement national : la plupart des touristes proviennent de France métropolitaine (56,8 % en 2015) ou de La Réunion (36,9 %).
L'île dispose d'un aéroport, qui accueille la plupart des touristes. Les croisiéristes ne représentent quant à eux que 1,5 % du total, en raison de l'absence d'infrastructures d'accueil et des coûts élevés d'escale pour les navires.

#### Fret
Mayotte dispose d'un port en eaux profondes, le port de Longoni, avec deux quais dont le principal peut accueillir des bateaux jusqu'à 215,0 mètres de long. La plupart des marchandises entrent à Mayotte par le fret maritime.
L'activité des conteneurs est partagée entre les armateurs CMA-CGM (70,0 % de l'activité) et Mediterranean shipping company (30,0 %). Elle est complémentée par une activité dite de vrac, assurée par Lafarge (pour le ciment), Nippon Yusen Kaisha, Mer Union et Hestership, et une activité pétro-gazière pourvue par Total et Sigma.
Depuis 2015, le port s'est équipé d'un équipement spécialisés qui permet à de plus gros navires (jusque 300 m de long et 14 m de tirant d'eau) d'amarrer directement sur l'île.
La plupart des marchandises qui arrivent à Mayotte par le port de Longoni ne font que transiter par l'île (65,3 % du trafic total de conteneurs en 2016), et très peu y sont exportées (1,2 %). Leur quantité (842 600 tonnes en 2016) reste très inférieure à celle observée à La Rénion par exemple (4,3 millions de tonnes en 2014). La capacité du port, de 100 000 conteneurs, est supérieure à son utilisation réelle (60 000 conteneurs en 2016).
Quelques activités de fret se font par avion, en particulier le fret postal et l'exportation de produits issus de l'aquaculture. Elles restent marginales par rapport au fret maritime.

#### Transport
Le Service des transports maritimes du Conseil départemental assure un service de barge entre Dzaoudzi (Petite-Terre) et Mamoudzou (Grande-Terre). Avec près de 4 700 000 passagers et 700 000 véhicules en 2016, il s'agit de la ligne maritime la plus empruntée de France. Elle connaît par ailleurs une croissance constante (+44,0 % entre 2010 et 2016).
La principale liaison extérieure de Mayotte se fait avec l'île voisine d'Anjouan, aux Comores, et est assurée deux fois par semaine par la Société générale de transport maritime. Elle a été empruntée en 2016 par 41 854 personnes. Les bateaux de croisière accostent rarement (6 en 2016 pour 1 819 passagers au port de Dzaoudzi), ayant connu un fort déclin à partir de 2006 (38 paquebots et 8400 passagers).
Mayotte dispose également d'un aéroport d'une capacité de 600 000 passagers depuis 2014 (300 000 auparavant). En 2016, 314 075 passagers ont débarqué sur l'île hors transit.
Mayotte ne dispose pas de secteurs en commun, mais un service de taxis collectifs existe sur l'île et est régulé par arrêté préfectoral (nombre de licences et tarifs). En revanche, il y existe un service de transport scolaire délégué à des sociétés privées depuis 2015.

#### Télécommunications
Le marché téléphonique de Mayotte est principalement porté par la téléphonie mobile. En 2012, 77 % des individus de 12 ans et plus y disposent d'au moins un téléphone à titre personnel, quoique ce taux soit inférieur à celui de la métropole (88 %). Le individus ainsi équipés possèdent en moyenne 1,2 ligne mobile, ce qui permet de minimiser le coût des appels en utilisant une carte SIM adaptée à un horaire ou une destination donnée. Au 31 décembre 2016, 259 000 cartes SIM sont en service à Mayotte, principalement sous forme de carte prépayée. L'activité est dominée par la Société mahoraise du radiotéléphone, une filiale du groupe SFR.
À l'inverse de la téléphonie mobile, la téléphonie fixe est peu développée à Mayotte : moins de 10 % des ménages en sont équipés, contre 72 % en moyenne dans les autres DOM. Le marché, historiquement dominé par Orange, est s'est fortement réduit en proportion depuis 2002 où 34 % des ménages disposaient d'un téléphone fixe.
L'internet haut débit ou très haut débit est aussi très faiblement développé sur le territoire de Mayotte, avec 18 000 abonnements en 2015, soit 7,9 % de la population. Si le secteur connaît un fort développement depuis 2011 (2 000 abonnements), le taux de couverture reste très faible par rapport aux autres départements d'Outre-mer (entre 18,8 % en Guyane et 34,1 % en Martinique). Six opérateurs se partagent le marché alimenté par le câble sous marin « LION 2 » : Orange (en tête du marché), Only, SFR, STOI, Mediaserv et iDOM. La pose d'un deuxième câble est à l'étude en 2016, notamment en lien avec la technologie 4G. Quelques plateformes Wi-Fi, mises à disposition par l'opérateur STOIMayotte, assurent la plupart des connexions.
Avec 91 % de ménages équipés d'un téléviseur, la télévision est quant à elle presque aussi présente qu'en Métropole (98 %). Toutefois, 61 % des postes sont encore des postes cathodiques classiques.

## Particularités
Au 1er janvier 2016, la population de Mayotte est estimée à 235 132 habitants, soit 22 487 habitants de plus qu’en 2012 (année du dernier recensement). Le taux de croissance annuel moyen de la population sur la période 2012-2016 est de 2,5 %, légèrement inférieur à celui de 2007-2012 (2,7 %).
La croissance démographique de l’île s’explique aussi par un important excédent des naissances sur les décès ce qui, malgré une baisse entre 2007 et 2012, confère à Mayotte le statut de plus jeune département de France.
L’âge médian, de 20 ans en 2007, diminue à 17,5 ans en 2012 (contre 23 ans en Guyane et 39 ans en France hors DOM). Six Mahorais sur dix ont moins de 25 ans et trois sur dix ont moins de 10 ans.